# Dolby Digital
 (транскр.  Долби диџитал), такође познат као Dolby AC-3 транскр.  Долби диџитал Еј-Си-3, је име за аудио компресију тенологије које је развио Dolby Laboratories. Првобитно назван Dolby Stereo Digital до 1995. године, осим за Dolby TrueHD, аудио компресија је слабо заснована на алгоритам модификоване дискретне трансформације косинуса. 